# Saint-Nazaire-d'Acton
Pour les articles homonymes, voir Saint-Nazaire (homonymie).
Saint-Nazaire-d'Acton est une municipalité de paroisse du Québec située dans la municipalité régionale de comté (MRC) d'Acton en Montérégie.

## Toponymie
Elle doit son nom à Nazaire Vadnais, un organisateur de la paroisse.

## Géographie
La rivière Duncan, un affluent de la rivière le Renne, traverse le sud-est de la municipalité en coulant vers le sud-ouest.
La rivière Chibouet, un affluent de la rivière Yamaska, traverse le nord-ouest de la municipalité en coulant vers le sud-ouest.
L'autoroute 20 en traverse le nord-ouest.

## Démographie
| 1991 | 1996 | 2001 | 2006 | 2011 | 2016 | 2021 |
| ---- | ---- | ---- | ---- | ---- | ---- | ---- |
| 893  | 932  | 905  | 832  | 826  | 884  | 880  |

### Langue
| Langue              | Population | Pct (%) |
| ------------------- | ---------- | ------- |
| Français seulement  | 800        | 95,81 % |
| Anglais seulement   | 10         | 1,20 %  |
| Français et Anglais | 0          | 0,00 %  |
| Autres langues      | 25         | 2,99 %  |

## Administration
Les élections municipales se font en bloc pour le maire et les six conseillers.
| Saint-Nazaire-d'Acton Maires depuis 2001                                                                             |                 |         |          |
| Élection | Maire           | Qualité | Résultat |
| 2001 | André Fafard    |         | Voir     |
| 2005 | André Fafard    | Voir    |          |
| 2009 | André Fafard    | Voir    |          |
| 2013 | André Fafard    | Voir    |          |
| 2017 | Pierre Laflamme |         | Voir     |
| 2021 | Léo Benoit      |         | Voir     |
| Élection partielle en italique Depuis 2005, les élections sont simultanées dans toutes les municipalités québécoises |                 |         |          |

## Éducation
L'école primaire Saint-Nazaire désert la population.

## Services
La caserne de pompiers est opérée par la brigade incendie de Saint-Nazaire d'Acton

## Patrimoine bâti
L'église Catholique de Saint-Nazaire d'Acton

## Personnalités
- L'écrivain et illustrateur Will James y est né.